# Manozil-glikoprotein endo-beta-N-acetilglukozaminidaza
Manozil-glikoprotein endo-beta--acetilglukozaminidaza (EC 3.2.1.96, N,N'-diacetilhitobiozil beta--acetilglukozaminidaza, endo-beta--acetilglukozaminidaza, manozil-glikoprotein endo-beta--acetilglukozamidaza, di-N-acetilhitobiozil beta--acetilglukozaminidaza, endo-beta-acetilglukozaminidaza, endo-beta-(1->4)-N-acetilglukozaminidaza, manozil-glikoprotein 1,4-N-acetamidodezoksi-beta-D-glikohidrolaza, endoglikozidaza S, endo-N-acetil-beta-D-glukozaminidaza, endo-N-acetil-beta-glukozaminidaza, endo-beta--acetilglukozaminidaza D, endo-beta--acetilglukozaminidaza F, endo-beta--acetilglukozaminidaza H, endo-beta--acetilglukozaminidaza L, glikopeptid--manozil-4-N-(N-acetil--glukozaminil)2-asparagin 1,4--acetil-beta-glukozaminohidrolaza, endoglikozidaza H) je enzim sa sistematskim imenom glikopeptid--manozil-N4-(N-acetil--glukozaminil)2-asparagin 1,4--acetil-beta-glukosaminohidrolaza. Ovaj enzim katalizuje sledeću hemijsku reakciju
Endohidroliza N,N'-diacetilhitobiozilnih jedinica u visoko-manoznim glikopeptidima i glikoproteinima koji sadrže -[- strukturu. Jedan N-acetil--glukozaminski ostatak ostaje vezan za protein; ostatak oligosaharids se odvaja napromenjen

## Literatura
- Nicholas C. Price; Lewis Stevens (1999). Fundamentals of Enzymology: The Cell and Molecular Biology of Catalytic Proteins (Third изд.). USA: Oxford University Press. ISBN 019850229X.
- Eric J. Toone (2006). Advances in Enzymology and Related Areas of Molecular Biology, Protein Evolution (Volume 75 изд.). Wiley-Interscience. ISBN 0471205036.
- Branden C; Tooze J. Introduction to Protein Structure. New York, NY: Garland Publishing. ISBN 0-8153-2305-0.
- Irwin H. Segel. Enzyme Kinetics: Behavior and Analysis of Rapid Equilibrium and Steady-State Enzyme Systems (Book 44 изд.). Wiley Classics Library. ISBN 0471303097.
- William P. Jencks (1987). Catalysis in Chemistry and Enzymology. Dover Publications. ISBN 0486654605.

## Spoljašnje veze
- Mannosyl-glycoprotein+endo-beta-N-acetylglucosaminidase на 